# Ashwellthorpe and Fundenhall
Ashwellthorpe and Fundenhall – gmina (civil parish) w Anglii, w hrabstwie Norfolk, w dystrykcie South Norfolk. Leży 14 km na południowy zachód od Norwich i 145 km na północny wschód od Londynu.
Miejscowość liczy 756 mieszkańców.